# Megaerops ecaudatus
Megaerops ecaudatus is een zoogdier uit de familie van de vleerhonden (Pteropodidae). De wetenschappelijke naam van de soort werd voor het eerst geldig gepubliceerd door Temminck in 1837.